# Radna (Ljubljanica)
Radna je potok, ki teče po Ljubljanskem barju. Izvira na Debelem hribu nad Dragomerjem, teče skozi Brezovico pri Ljubljani in mimo vasi Vnanje Gorice ter se kot levi pritok izliva v Ljubljanico.